# 다카하시 슌키
다카하시 슌키(일본어: 高橋 峻希, 1990년 5월 4일 ~ )는 일본의 축구 선수이다.

## 구단 경력
그는 2009년부터 2024년까지 J리그의 우라와 레즈, 제프 유나이티드 지바, 비셀 고베, 가시와 레이솔, V-파렌 나가사키에서 활동하였다.

## 국가대표팀 경력
그는 2007년 FIFA U-17 월드컵에 참가할 일본 U-17 국가대표팀에 발탁되었으며, 3경기에 출전했다.